# UFC 190
UFC 190：鲁西对科雷亚（UFC 190: Rousey vs. Correia）是终极格斗冠军赛（UFC）主办的一场综合格斗赛事，于2015年8月1日在巴西里约热内卢的HSBC体育馆举行。

## 结果
1. ↑  UFC女子雏量级冠军战
2. ↑  《终极格斗》巴西站第四季轻量级决赛
3. ↑  《终极格斗》巴西站第四季雏量级决赛
4. ↑  UFC女子草量级挑战者排除战